# 도리안 그레이 (2009년 영화)
《도리안 그레이》(영어: Dorian Gray)는 2009년 공개된 영국의 다크 판타지 공포 영화로, 오스카 와일드의 소설 "도리언 그레이의 초상"을 영화화하였다. 올리버 파커 감독이 연출했고, 벤 반스가 도리언 그레이 역을, 콜린 퍼스가 헨리 워턴 경 역을 연기했다.
2009년 9월 영국 극장에 개봉하였다. 대한민국에서는 2013년 5월 30일 개봉했다.

## 줄거리
빅토리아 시대 런던. 도리언 그레이는 할아버지로부터 유산을 물려받은 뒤 헨리 "해리" 워턴 경이 소개하는 도시 향락에 빠진다. 해리의 친구인 사교계 화가 배질은 도리언의 미안을 담아내기 위해 초상을 그린다. 도리언은 완성작을 바라보며 이 젊은 미모를 유지하기 위해서라면 악마에게 영혼이라도 바치겠다는 경솔한 맹세를 한다.
곧 도리언은 신인 여배우 시빌 베인과 사랑에 빠져 청혼하지만 해리의 충돌질에 휩쓸려 사창가를 방문한 후 시빌을 떠난다. 충격을 받은 시빌은 자살한다. 시빌의 오빠 짐이 나타나 시빌이 임신 중이었다고 알려주고 도리언의 목을 조르다가 밖으로 끌려나간다.
자책하던 도리언은 초상화가 뒤틀려있는 것을 보고 과거 자신이 생각 없이 던진 말로 악마와 계약이 체결됐다는 걸 깨닫고, 이를 다락에 숨긴다. 배질이 초상화를 보여달라고 계속 조르자 도리언은 배질을 다락으로 데려가고, 경악한 배질을 살해한 뒤 시체를 조각내어 템스강에 던진다.
25년의 부재 후 사교계로 돌아온 도리언은 변함없는 외모로 모두를 놀라게 한다. 해리의 딸 에밀리도 도리언에게 반해버린다. 해리가 반대하고, 도리언도 여전히 죄책감을 느끼는 대상인 시빌을 떠올리며 거리를 두려하지만 결국 에밀리에게 빠져드는데...

## 출연
- 벤 반스 - 도리언 그레이 역
- 콜린 퍼스 - 헨리 "해리" 워턴 경 역
- 벤 채플린 - 배질 홀워드 역
- 레이철 허드우드 - 시빌 베인 역
- 조니 해리스 - 제임스 "짐" 베인 역
- 리베카 홀 - 에밀리 워턴 역
- 어밀리아 폭스 - 빅토리아 워턴 부인 역
- 피오나 쇼 - 애거사 역
- 머리엄 다보 - 글래디스 역
- 캐럴라인 구돌 - 래들리 부인 역
- 마이클 컬킨 - 래들리 경 역
- 맥스 아이언스 - 루셔스 역
- 데이비드 스턴 - 극장 지배인 역
- 더글러스 헨셜 - 앨런 캠벨 역

## 기타 제작진
- 공동 제작: 알렉산드라 퍼거슨[2]
- 협력 제작: 소피 마이어
- 배역: 루시 베번
- 미술: 존 비어드
- 의상: 루스 마이어스